# Poul Nielson
Poul Nielson (Kopenhagen, 11 april 1943) is een Deens politicus en was van 1999 tot 2004 Europees commissaris voor ontwikkelingssamenwerking en humanitaire hulp.
Nielson is opgegroeid in Kopenhagen en in 1972 haalde hij een graad in politicologie aan de Universiteit van Aarhus.
Al tijdens zijn studie was hij actief in de politiek voor de Deense sociaaldemocraten. Hij vervulde verschillende politieke banen. Zo was hij parlementslid, maakte hij deel uit van de Deense delegatie bij de VN en was hij tweemaal minister (voor energie en later voor ontwikkelingssamenwerking)
Van september 1999 tot 2004 was hij binnen de Europese Commissie verantwoordelijk voor ontwikkelingssamenwerking en humanitaire hulp.
Poul Nielson is getrouwd en heeft drie kinderen.